# Fruit
Fruit – komputerowy program szachowy (a dokładniej silnik szachowy), którego autorem jest Fabien Letouzey. Początkowo wydany na licencji GPL 3.0, w okresie od 2005 do 2007 komercyjny, a potem upowszechniony na licencji freeware silny program (silnik) szachowy, który w 2005 roku zdobył 2. miejsce na mistrzostwach świata programów szachowych. Obecnie program nie jest już przez autora rozwijany, ale dzięki temu, że został udostępniony za darmo stał się podstawą do powstania innych programów grających w szachy. Na jego podstawie powstały takie programy szachowe jak: Toga II, Grapefruit, Cyclone i GambitFruit.
Program działa na platformach Windows, Linux i Mac OS X. Jego siła gry to 2780 punktów rankingowych (w wersji 2.2). Jego styl gry określany jest jako zrównoważony, nie tak dynamiczny jak innych programów, ale za to pozbawiony widocznych słabości.
W 2011 r. stał się ponownie bohaterem wraz z programem Crafty, kiedy to Międzynarodowa Federacja Gier komputerowych (ang. International Computer Games Association – ICGA) oskarżyła autora programu Rybka o plagiat. Po długim dochodzeniu uznano, że kod źródłowy Fruit i Crafty został wykorzystany do stworzenia programu Rybka.